# Rozmowa Jedynki
Rozmowa Jedynki (wcześniej Temat dnia – rozmowa Jedynki) – program publicystyczny TVP1.
Program emitowany był od 2 marca 2009 od poniedziałku do piątku (początkowo o godzinie 17:20 po Teleexpressie, a od 31 sierpnia 2009 o godzinie 8:45, tuż po Kawie czy herbacie).
Do 8 maja 2009 nosił nazwę "Temat dnia – rozmowa Jedynki". Prowadzony był najczęściej przez dziennikarzy prowadzących danego dnia główne wydanie Wiadomości – Hannę Lis, Piotra Kraśkę, Jarosława Kulczyckiego, Dorotę Wysocką, Małgorzatę Wyszyńską a także Marcina Szczepańskiego.
Od 11 maja 2009 program był nadawany pod nazwą "Rozmowa Jedynki" i prowadzony był przez Macieja Zdziarskiego, Justynę Dobrosz-Oracz oraz Macieja Zakrockiego. Poruszał i komentował bieżące wydarzenia polityczne w Polsce i na świecie. Do każdego programu zapraszani byli goście – politycy, ekonomiści, socjolodzy, urzędnicy. Od początku 2010 zawieszono nadawanie.

## Studia
- 2 marca–29 kwietnia 2009 – lekko zmieniona scenografia studia Wiadomości,
- 11 maja–19 czerwca 2009 – podłoga w szachownice, czarny błyszczący stół oraz wyrazisto czerwone fotele na kółkach, za gośćmi i prowadzącym szyba i widok na ruchliwą drogę, gospodarz programu na po prawej stronie dwa ekrany LCD,
- 31 sierpnia–31 grudnia 2009 – jasne, mocno oświetlone na biało i niebiesko studio, stół z plastiku zmatowiony, krzesła z poprzedniego studia, za gośćmi i prowadzącym ekrany na których wyświetlany był widok na Warszawę.